# Sinthiou Boumacka
 (septembre 2020).
Si vous disposez d'ouvrages ou d'articles de référence ou si vous connaissez des sites web de qualité traitant du thème abordé ici, merci de compléter l'article en donnant les références utiles à sa vérifiabilité et en les liant à la section « Notes et références ».
 (septembre 2020).
 (septembre 2024).
Sinthiou Boumacka (Sinthiou Boumack ou Sińcu Buubu Makka en langue pulaar) est un village du nord Sénégal situé au nord-est du pays, près de la frontière avec la Mauritanie, et à 8 km de Kaédi.

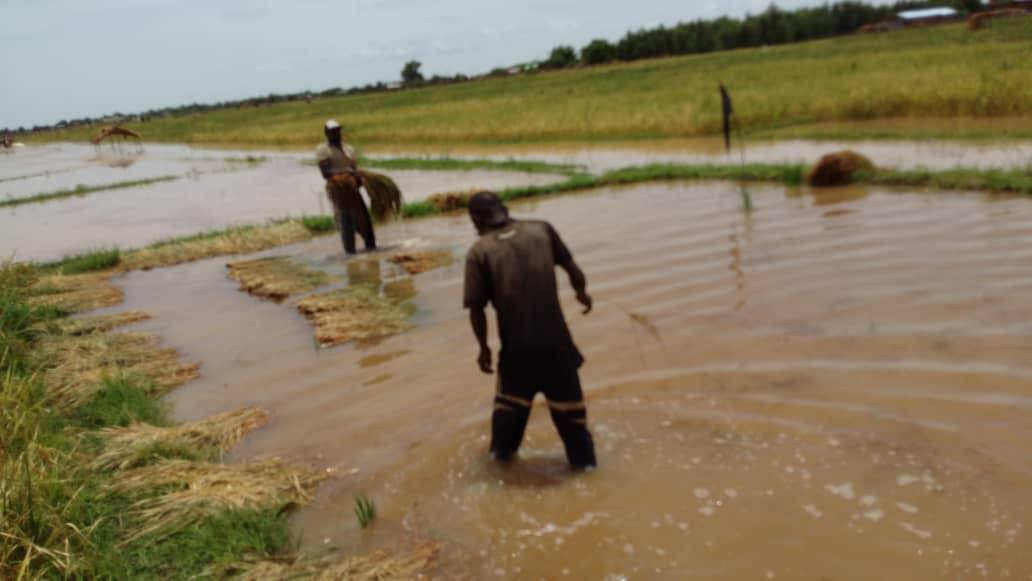

## Géographie
Le village se situe entre Ndiaffane Sorokoum et Sylla Worgo, au bord de la vallée du fleuve Sénégal et distant de 12 km d'Agnam Civol dans la région de Matam.

## Histoire
Le village de Sinthiou Boumacka doit son nom à son premier habitant Boubou Maka Ly. Le village est créé en 1699 et peuplé par les habitants du village de Rindiaw Worgo aujourd’hui disparu. Les habitants ont ensuite migré vers le nord pour fonder le village de Sinthiou Rewo, puis celui de Sinthiou Deyba.

## Chefs de village
- Anciens chefs : Bocar Samba Ly, Yéro Samba Ly, Demba Baïdy Ly, Ousmane Penda Koundio, Amar Ly, Mamadou Babacar Koundio, Sada Bocar Ly, Malick Abdoul Sy, Mamadou Yéro Sy, Sileymane Sy.
- L'actuel Chef est: Ibrahima Sy dit Kethiel.

## Imams du village
- Anciens imams : Sidy Boubou Dème, Abdoul Sidy Boubou Dème, Mamadou Abdoul Sidy Boubou Dème, le Waliyou Thierno Guidado, Thierno Saïdou Sy, Abdoulaye Dia dit Ablaye Pempé.
- L'actuel Imam est: Oumar Yéro Sy

## Administration
Sinthiou Boumacka fait partie de la commune des Agnams, arrondissement d'Agnam Civol, département de Matam, région de Matam.

## Infrastructures
Les ponts reliant Oréfondé et Nguidjilone ont permis le passage en hivernage sans pirogue entre ces deux villages. L’électricité et les forages développés avec l'aide de l'Union Européenne dans la zone de Daande Maayo (littéralement en pulaar : « rive du fleuve ») ont permis de fournir eau et électricité aux habitants. Les associations féminines locales ont contribué au développement de la zone du fleuve. 

## Population
Selon le recensement de 2013, Sinthiou Boumacka compte 4295 personnes.

## Économie
L'économie est fondée sur la culture de riz, mil, maïs, fruits et légumes, à l'aide de beaucoup de contributions notamment de la SAED, le PRODAM, mais aussi à YAJEENDE étant un potentiel contributeur d'aide.

## Élevage
L'élevage est en forte progression dans la zone du fleuve, bétail comme volaille, etc.

## Pêche
La pêche est un volet négligeable, car elle n'est pas assez abondante.

## Sport
Le sport est pratiqué à 100% dans toute la zone du fleuve (zone de Daande Maayo), notamment le football et la lutte traditionnelle. Cependant, le football reste le secteur dominant et le village possède l'une des meilleures sélections de football de la commune des Agnams et a plusieurs fois remporté des trophées de la zone de Daande Maayo, mais aussi la participation aux différentes compétitions footballistiques de la commune des Agnams.

## Lieux historiques
En langue pulaar, voici le rappel des zones historiques que les habitants du village connaissent parfaitement :
BANDIRAABE SEKHILLAABE MBALLE HEN HAALDE E JAARDE KOYE MEN SABU INTERNET HANNDE KO KAALIRGAL, KO KAALTIRGAL KALA E FANNUUJI HANKI MEN, NDE HUUNDE FOF WOODI WEBAANI HALTUDE HANDE, SO DUM BENNI MBIDO WIYA ON CIIFTORE:
Bubu Jerri, Ngessa Kajja Sih, Ceweele, Beelel Siwoyɗi, Beelel Kounjoobe, Beelel Keerndelle, Caski Juulki, Beela, Paɗi, Ficooje, Gooto hoto ya, Feltu, Ala Dayle, Aalam, Danngari, Ndañam, Cekkem, Lobbudu Saw Sawɓe, Laaci Mayru, Bosaaru, Duungel, Jerriyel, Pahol, Konel, Yillam, Kooman e ko nanndi hen … sabu mi wawa limtude so dum ala mi jumad.
" Yidde wuro mum, ko yidde hore mum "

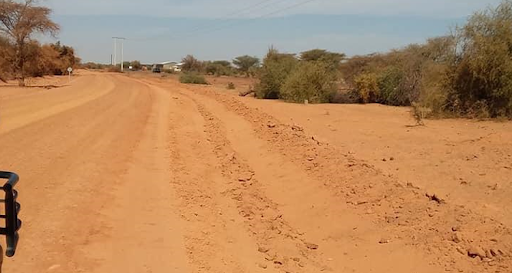